# Sayf al-Din Inal
Sayf al-Din Inal, död 1461, var en egyptisk monark. Han var regerande sultan i Mamluksultanatet Egypten mellan 1453 och 1461.